# Multiinstrumentalista

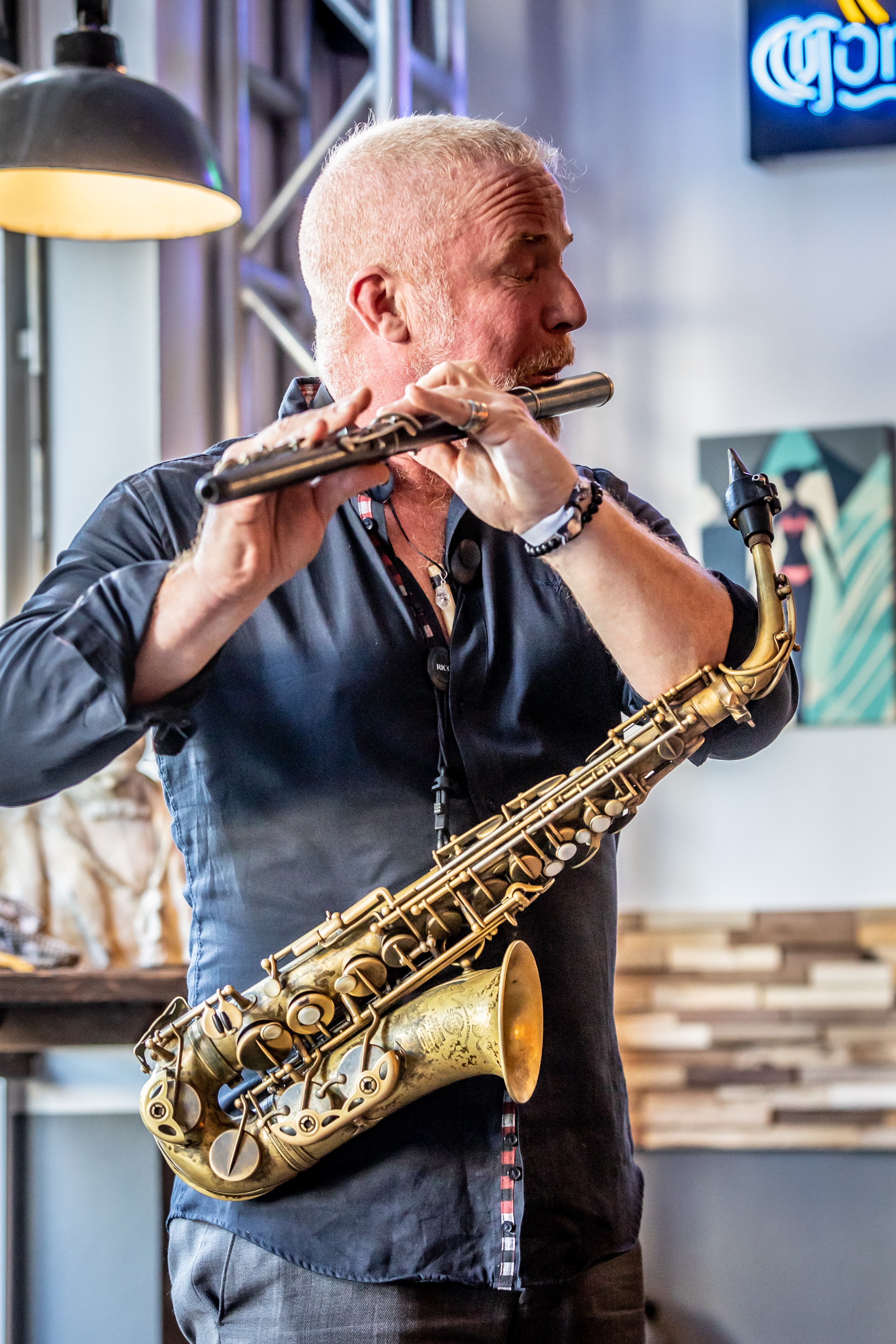
Hayden Chisholm grający na flecie poprzecznym i saksofonie

Multiinstrumentalista – muzyk, który w stopniu bardzo dobrym opanował grę na więcej niż jednym instrumencie muzycznym.

## Muzyka poważna
Muzyka napisana na orkiestrę symfoniczną zwykle wymaga od perkusistów gry na wielu instrumentach w czasie trwania jednego utworu (np. kotły, talerze, werbel, wibrafon, ksylofon i in.). Orkiestry często, ale nie zawsze, posiadają multiinstrumentalistów w sekcji instrumentów dętych drewnianych. Typowy przykład to flecista, który bardzo często zamienia w trakcie utworu instrument na flet piccolo, kiedy jest to zapisane w partyturze. Podobnie oboista, który zamienia instrument na rożek angielski, klarnecista, który gra również na klarnecie basowym lub klarnecie Es, fagocista na kontrafagocie. Na czeleście zwykli grać pianiści, choć jest to instrument perkusyjny.

## Jazz, współczesność
Wielu profesjonalnych muzyków w tym gatunku jest też multiinstrumentalistami. Np. saksofoniści, którzy potrafią grać na saksofonie sopranowym, altowym, tenorowym, barytonowym lub nawet flecie czy klarnecie. Przykłady to światowe nazwiska takie jak: John Coltrane, Wayne Shorter, Eric Dolphy, Herbie Mann, James Morrison i Don Burrows.
Wielu gitarzystów potrafi również w stopniu biegłym grać na gitarze basowej.